# Cima Grava
La Cima Grava (Grabspitze in tedesco, già chiamata Hochferner) è una vetta dei monti di Fundres, nelle Alpi orientali. Alta 3059 metri, è situata fra la Val di Vizze, la Val di Fundres e la Val di Valles, vicino ad altre montagne di tremila metri, come la Cima di Valmala e il Picco della Croce. Si tratta della cima che si vede guardando alla fine della Valle di Valles nel suo ultimo tratto.